# Vauban (Freiburg im Breisgau)
Das Quartier Vauban [voˈbɑ̃ː] ist der neueste Stadtteil von Freiburg im Breisgau mit 5.602 Einwohnern (Stand 31. Dezember 2017). Er liegt im Süden der Stadt und grenzt im Süden an die selbständige Gemeinde Merzhausen. Der Stadtteil ist teilweise selbstverwaltet und größtenteils umweltfreundlich gebaut und autofrei. Er wurde gelegentlich als der kinderreichste Stadtteil Deutschlands bezeichnet.
Er gehörte bis zum 31. Dezember 2007 im Wesentlichen zum Freiburger Stadtbezirk St.Georgen-Süd (622); die Plusenergiehäuser der Solarsiedlung östlich der Merzhauser Straße waren Teil des Stadtbezirks Unterwiehre Süd (424). Seit dem 1. Januar 2008 wird das Viertel als eigener – und mit 41 Hektar flächenmäßig kleinster – Freiburger Stadtteil mit der Nummer 680 geführt.

## Geschichte
Der neue Stadtteil wurde auf dem Gelände der ehemaligen Wehrmachtskaserne errichtet, die ab 1937 im Gewann Feldmatten auf der Gemarkung des Winzerdorfs St. Georgen erbaut worden war, das 1938 nach Freiburg eingemeindet wurde. Die Kaserne war nach dem Freikorps-Aktivisten Albert Leo Schlageter, einer Märtyrerfigur der nationalsozialistischen Bewegung, benannt.
Mit dem Beginn der französischen Besatzung am Ende des Zweiten Weltkriegs übernahm die französische Armee das Gelände zur weiteren Nutzung als Kaserne. Sie benannten diese nun nach dem französischen Festungsbaumeister Sébastien Le Prestre de Vauban, der Freiburg zur Zeit der französischen Besatzung am Ende des 17. Jahrhunderts (1679–1697) zu einer für die Zeitperiode typischen sternförmigen Festung um- und ausbaute, bevor er gegenüber in Frankreich in Neuf-Brisach 1699–1703 auf freiem Feld den Idealtypus einer solchen Festung verwirklichen konnte. Nach dem Abzug des französischen Militärkontingents am 15. August 1992 infolge der deutschen Wiedervereinigung und der Bestimmungen des Zwei-plus-Vier-Vertrages wurde der Name Vaubans für das neue Wohnquartier beibehalten.

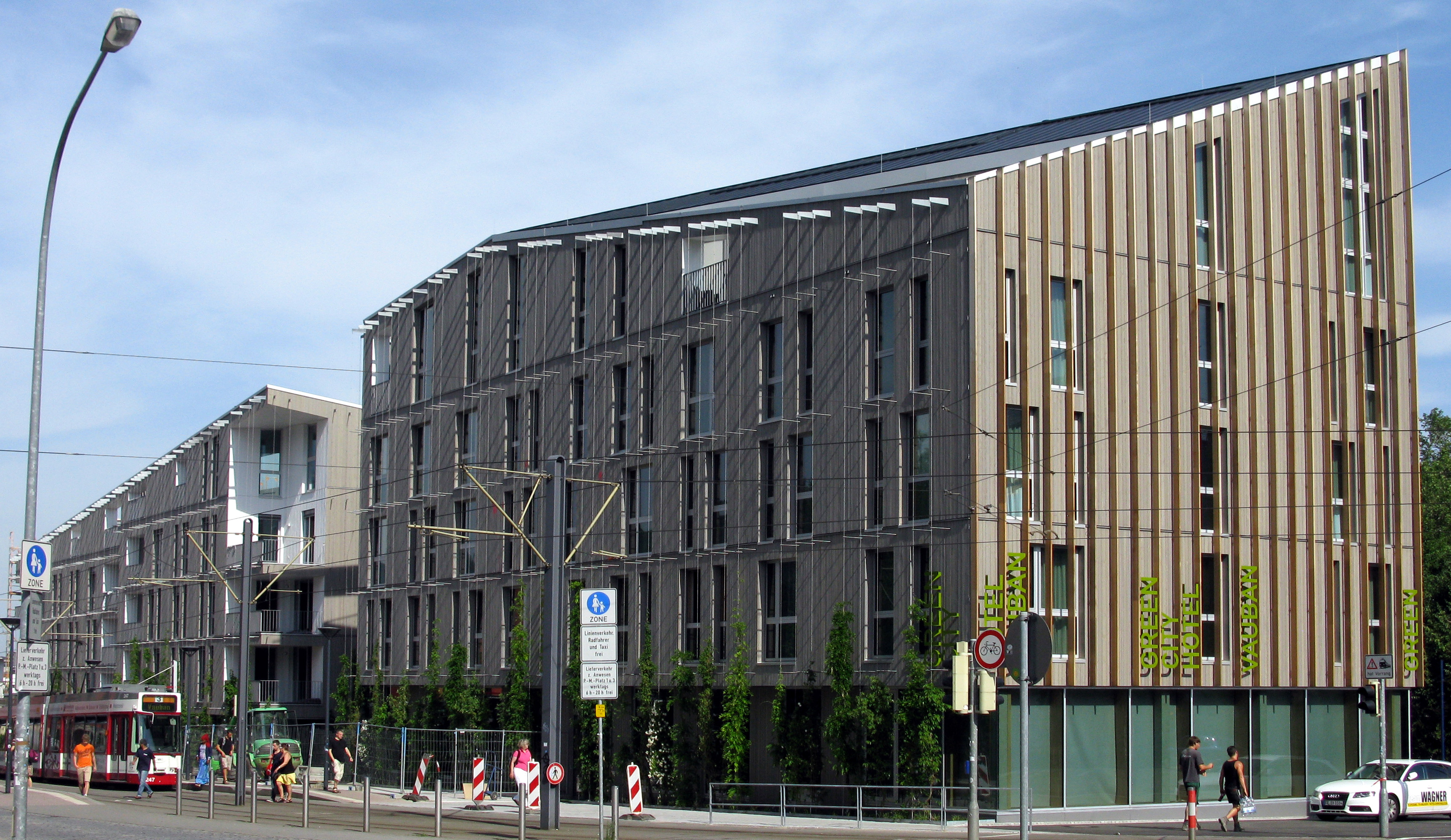
Green City Hotel Vauban (rechts)

Bis zur Entscheidung über die Zukunft des Stadtteils gab es Zwischenlösungen für die Konversion der Kasernengebäude. So wurden bosnische Bürgerkriegsflüchtlinge untergebracht, eine Notunterkunft für wohnsitzlose Bürger und die Sammelstelle für Asylbewerber eingerichtet. Ferner pachtete das Gehörlosenzentrum ein Haus, und die Freiburger Reiter nutzten die Stallungen der Franzosen.
Im Jahr 1994 entstand in einem besetzten Haus der leerstehenden Kaserne eine Initiative unter dem Namen KTS. Durch die Grundeigentumsverhältnisse hatte es Verzögerungen bei der Sanierung und Neuplanung des Geländes gegeben. Am 22. Dezember 1994 wurde das Forum Vauban als Verein mit einem Startkapital von 98.000 DM gegründet.
Prognostiziert waren bei der Planung des neuen Stadtteils in den 1990er Jahren 6000 Einwohner und 600 Arbeitsplätze. Der Bau der ersten neuen Häuser begann nach dem Abbruch der meisten Kasernengebäude im April 1998. Am 1. Juli 2006 wurden 4.100 Einwohner gezählt, Ende 2008 knapp 5.000, Ende 2013 5.631.
Das Konzept des Stadtteils wurde im Bereich Urban Best Practices der Expo 2010 auf dem Messestand der Stadt Freiburg vorgestellt.
Wie der Eingangsbereich gestaltet werden soll, war Gegenstand eines jahrelangen Streits zwischen dem Stadtteilverein und der Freiburger Stadtbau. Im April 2010 wurde bekannt gegeben, dass das seinerzeit noch von einem Wagenkollektiv besetzte Gelände bis spätestens Anfang 2012 mit zwei vier- bis fünfgeschossigen Gebäuden bebaut werden sollte. 2011 löste sich das Wagenkollektiv Kommando Rhino auf bzw. der Platz wurde im August 2011 geräumt und die Bauarbeiten begannen. 2013 wurde das Stadthaus M1 der Berliner Barkow Leibinger Architekten fertiggestellt, das in einem Teil das Green City Hotel Vauban als erstes Integratives Hotel Freiburgs und im anderen Teil ein Wohn- und Geschäftshaus gehobener Ausstattung umfasst. Anfang 2017 wurde mit dem V8 die letzte Baulücke an der Ecke Wiesentalstraße / Merzhauser Straße geschlossen.

## Bebauung

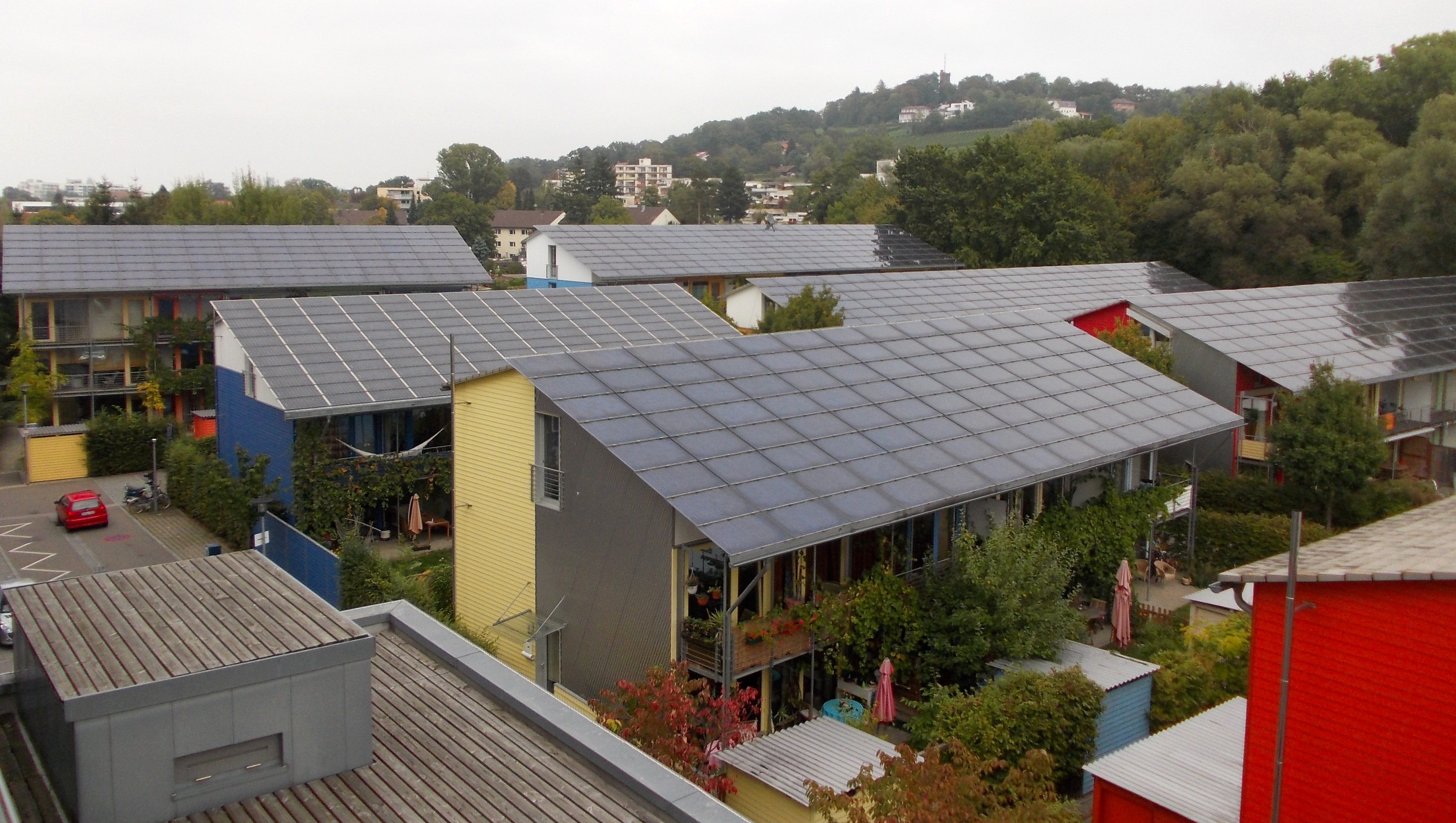
Plusenergiehäuser in der Solarsiedlung

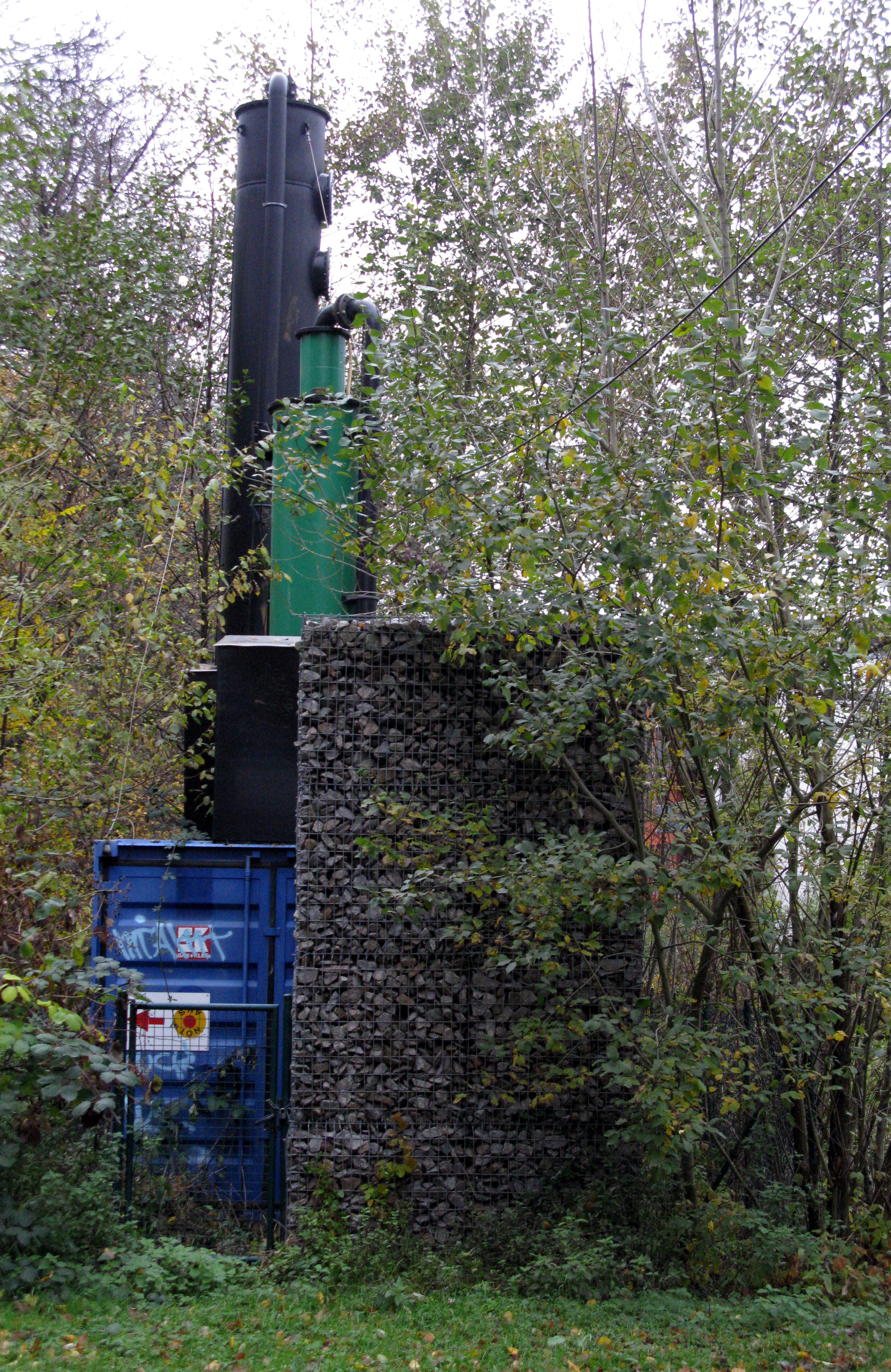
Frühere Anlage am Dorfbach zur Reinigung des Grundwassers von Kohlenwasserstoffen

Alle Gebäude wurden mindestens entsprechend dem Freiburger Niedrigenergie-Standard errichtet, wobei die etwa 100 Einheiten der Solarsiedlung sogar Plusenergiehäuser sind, also über das Jahr gerechnet mehr Energie erzeugen, als sie selbst verbrauchen. Es gibt einige Passivhäuser, darunter das erste Mehrfamilienhaus in Passivhaus-Bauweise in Deutschland. Ein Teil der Häuser ist mit Vakuumtoiletten und Ecosan-Abwassertechnologie ausgerüstet. Die Bevölkerungsdichte von 12.500 Ew./km² ist relativ hoch und entspricht etwa der Dichte in den Innenstadtbezirken vieler deutscher Großstädte.
Das Gelände grenzt unmittelbar an einen naturgeschützten Bachlauf mit altem Baumbestand, der ein Biotop für eine Vielzahl seltener Tiere ist.
Wegen der früheren militärischen Nutzung des Geländes ist das Grundwasser besonders mit Kohlenwasserstoffen verseucht. Es wird in einer eigenen Anlage umgewälzt und ausgetauscht. 2026 soll es wieder einwandfrei sein.

## Bewohner
Einen großen Anteil der Bevölkerung im Stadtteil stellen Familien, die sich, in Baugruppen organisiert, kostengünstig und oft mit viel Eigenleistung gemeinsam Wohnungen gebaut haben; ein Beispiel ist das genossenschaftliche Bau- und Wohnprojekt Genova.
Etwa ein Drittel der Einwohner ist unter 18 Jahre alt (Stand 2007), davon wiederum ist der Anteil der Kinder sehr hoch. Damit zählt das Quartier Vauban neben dem zweiten großen neuen Stadtteil Rieselfeld zu den kinderreichsten Stadtteilen in Freiburg und er wird vielfach als der momentan kinderreichste in Deutschland bezeichnet. Außerdem gibt es im Stadtteil in umgenutzten und erweiterten ehemaligen Kasernengebäuden eine große Zahl von Zimmern für Studierende des Studierendenwerks Freiburg.

## Infrastruktur

### Grundschule
Wegen der hohen Kinderzahl musste die Karoline-Kaspar-Grundschule schon bald nach Eröffnung erweitert werden.

### Geschäfte
Im Viertel gibt es u. a. drei Backwarenhändler, zwei Kinder- und Jugendbekleidungsgeschäfte, eine Buchhandlung, eine Eisdiele, zwei Bioläden, einen Supermarkt, einen Drogeriemarkt, ein Blumengeschäft, einen Fahrradladen mit Werkstatt, einen Computerladen, zwei Schreinereien, einen Schuhmacher sowie eine Apotheke. Mittwochs nachmittags findet auf dem Alfred-Döblin-Platz ein Markt statt.

### Feuerwehr
Bürger der Vauban können als Freiwillige Feuerwehrleute Mitglied in der Abteilung Unterstadt der Feuerwehr Freiburg werden. Diese Abteilung war viele Jahre in der ehemaligen Kaserne mitten in der Vauban stationiert, befindet sich jetzt aber auf der renovierten und erweiterten Hauptwache in der Eschholzstraße.

### Grünanlagen

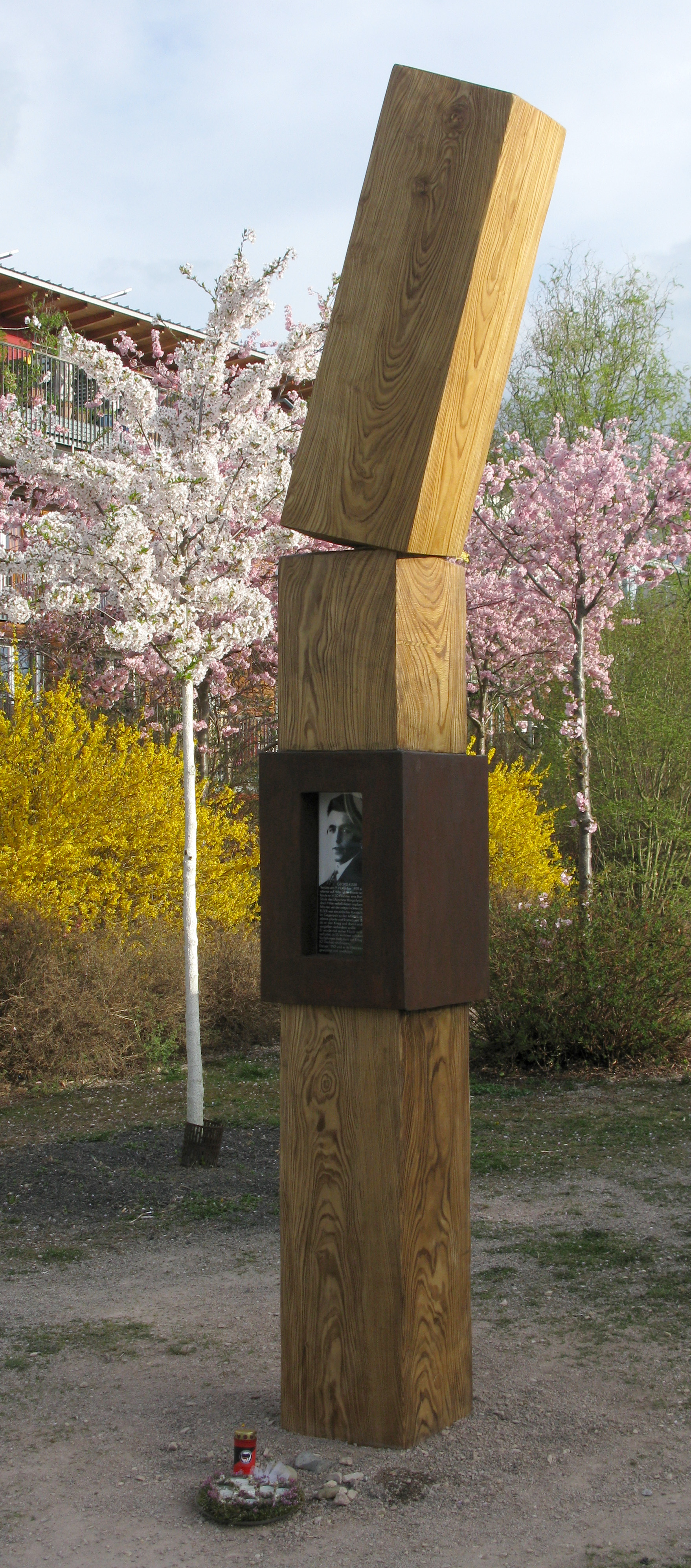
Denkmal für Georg Elser

Bei der Anlage des Stadtteils wurden von verschiedenen Gartenarchitekten in Zusammenarbeit mit der Bevölkerung drei Grünspangen mit einer Gesamtfläche von 15 ha in Nord-Süd-Richtung angelegt. Sie stoßen auf den Dorfbach, der von Merzhausen kommend durch St. Georgen fließt und beinhalten Spielangebote für Kinder und Jugendliche sowie ein selbstverwaltetes Backhaus. Es sind noch einige der über 60 Jahre alten Bäume wie Linde, Ahorn, Platane und Buche erhalten, z. B. auf der Vaubanallee. Nahe der Straßenbahnendhaltestelle befindet sich ein neu errichteter Weidendom. 2013 wurden die Grünspangen im Vauban vom Bund Deutscher Landschaftsarchitekten unter hundert besonderen Orten mit gewürdigt.
Nahe der Georg-Elser-Straße wurde 2004 in einer Grünspange ein Denkmal für den Hitler-Attentäter aufgestellt, welches – da das Pappelholz verrottet war – 2013 abgebaut werden musste. 2015 wurde es durch eine neue Stele aus Robinienholz ersetzt.

### Infotafeln
Im November 2014 wurden drei Infotafeln zum Stadtteil am Paula-Modersohn-Platz, Alfred-Döblin-Platz und der Straßenbahnendhaltestelle Innsbrucker Straße aufgestellt.

### Bürgerbeteiligung

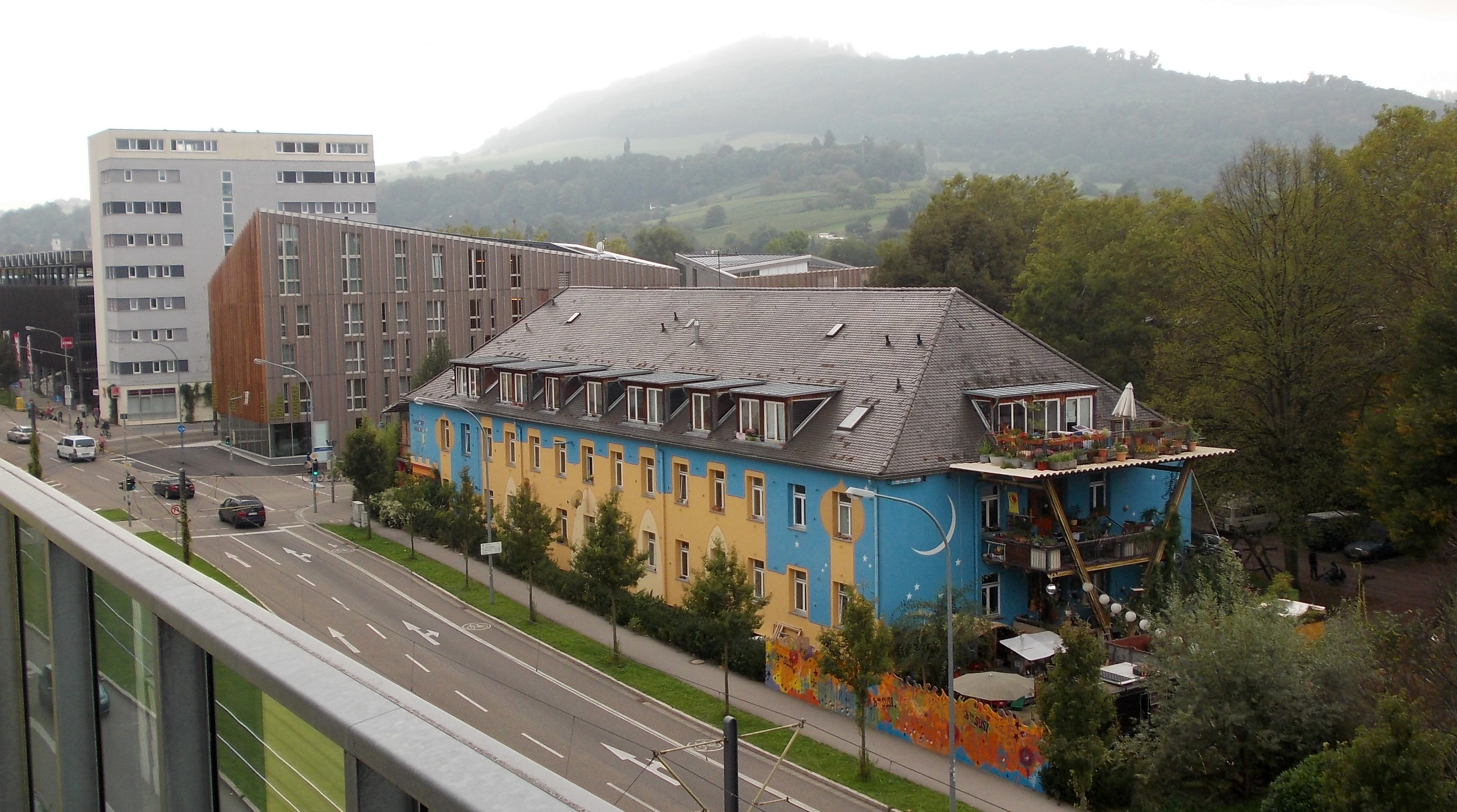
SUSI-Wohnprojekt: Von den Bewohnern ausgebauter ehemaliger Kasernenbau

Wesentliches Merkmal des Vauban-Projekts ist die Erweiterte Bürgerbeteiligung durch den Verein Forum Vauban und der Versuch des Vereins, den Stadtteil als nachhaltigen Modellstadtteil zu gestalten. Dem 1994 auf Initiative von Matthias-Martin Lübke und Andre Heuss gegründeten Verein gelang es in Zusammenarbeit mit einzelnen Gemeinderäten und teilweise gegen Oberbürgermeister und verantwortliche Stadtplaner der Stadtverwaltung, ökologisch-alternative Impulse in die Planung des Stadtteils einfließen zu lassen. So wurde ein neues Verkehrskonzept entwickelt (auto-/stellplatzfrei) und umgesetzt. Es existiert mit einem Holzhackschnitzel-befeuerten Blockheizkraftwerk ein modernes Nahwärmesystem. Außerdem wurden im Stadtteil besonders viele Passivhäuser gebaut.
Jenseits des Dorfbaches auf St. Georgener Gemarkung liegt seit 1998 der von einem Verein getragene Kinderabenteuerhof. Auf dem 11.000 Quadratmeter großem, teilweise barrierefreien Gelände finden sich tier-, natur-, handwerk- und erlebnispädagogische Angebote.
Mehrere alternative Projekte (z. B. die selbstverwaltete unabhängige Siedlungsinitiative S.U.S.I., die Wohnraum für Studenten und Sozialwohnungen in einem alternativen Wohnkonzept geschaffen hat) haben unter anderem alte Kasernengebäude kostengünstig umgenutzt. In einem der erhalten gebliebenen Kasernengebäude wurde ein selbstverwaltetes Stadtteilzentrum Haus 037 geschaffen. Im Frühjahr 2005 wurden einige ehemalige Kasernenbauten besetzt, da sie abgerissen werden sollten.

## Verkehrskonzept

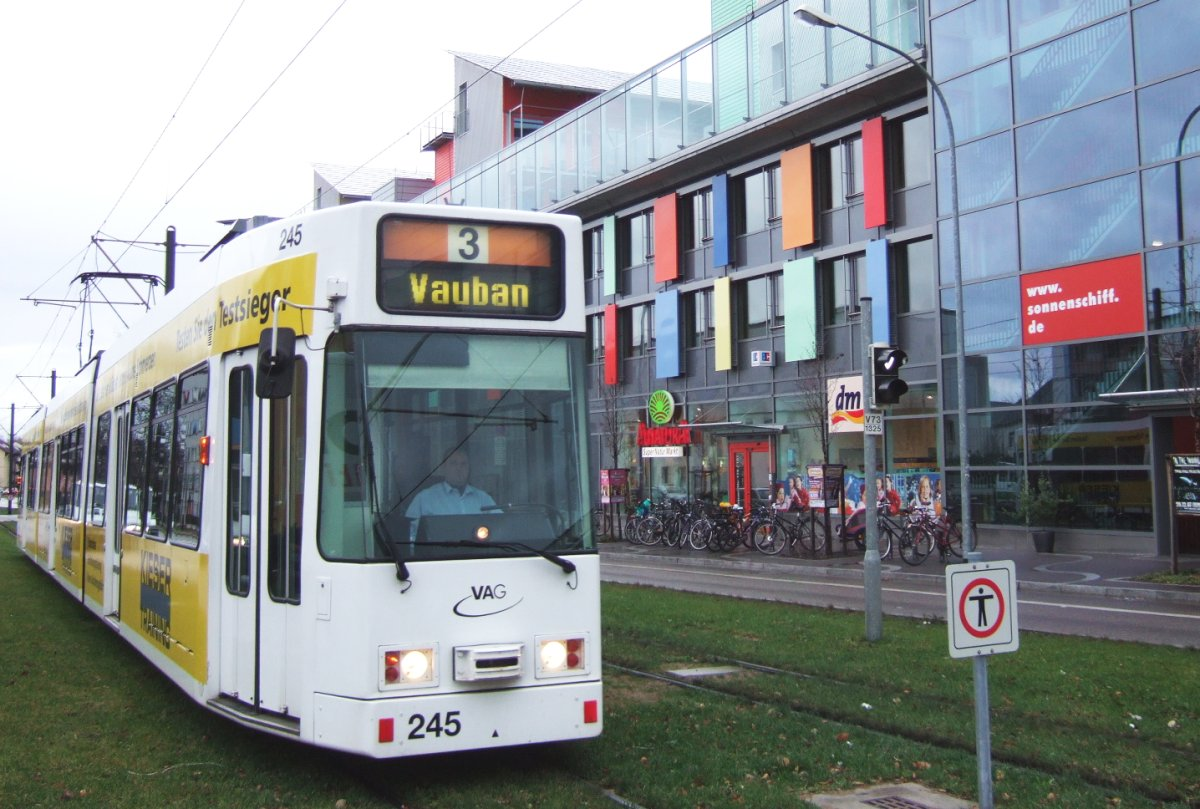
Straßenbahnwagen des Typs GT8Z vor dem Gebäude „Sonnenschiff“

Ein wichtiges Anliegen des Forum Vauban war, ein nachhaltiges Quartier insbesondere auch im Hinblick auf den Verkehr zu realisieren. Das Stadtviertel sollte schnellstmöglich an das Freiburger Straßenbahnnetz angeschlossen werden, was seit April 2006 realisiert ist. Die Linie 4 der Freiburger Verkehrs AG erschließt mit drei Haltestellen den Stadtteil. Am Paula-Modersohn-Platz als erstem Halt besteht Anschluss an die SBG-Buslinie 7208 ins Hexental bzw. zum Hauptbahnhof. An der Endhaltestelle Innsbrucker Straße besteht Anschluss an die Buslinie 11 nach St. Georgen.
Für den Radverkehr ist über die Radvorrangroute FR 7 entlang der Merzhauser Straße eine Verbindung zur Wiehre und weiter zur Innenstadt gegeben. Weiter nördlich verbindet der FR 3 über die Lörracher Straße Vauban mit Haslach und dem Stühlinger.
Die Haushalte bzw. Bewohner haben die Wahl zwischen autofreiem und stellplatzfreiem Wohnen. In zwei Parkhäusern am Rande des Stadtteils müssen die Bewohner des Stadtteils, wenn sie Autohalter sind, einen Parkplatz (für rund 18.000 Euro) erwerben. Alle Wohnstraßen sind verkehrsberuhigte Bereiche. Im Stadtteil, in den Wohnstraßen und vor dem Haus darf das genutzte Auto nur kurzfristig abgestellt werden, etwa zum Be- und Entladen. Ansonsten ist es auf dem gekauften Stellplatz abzustellen. Wer kein eigenes Auto hat, muss einen Anteil einer Vorhaltefläche für rund 3500 Euro kaufen, um gegebenenfalls in Zukunft einen Stellplatz erwerben zu können. Das wird als Grundschuld eingetragen. Ein Autofreiverein, von den Initiatoren des Verkehrskonzeptes gegründet, wacht über die Einhaltung der Regeln für autofreies Wohnen. Im Quartier gibt es ca. 400 Carsharing-Nutzer und derzeit 45 Carsharing-Autos.
Durch Verzicht auf Stellplätze im Quartier sind die meisten öffentlichen Wohnstraßen für kinderfreundliche Freizeitaktivitäten nutzbar und bieten so zusammen mit den zahlreichen Grünspangen eine besondere urbane Lebensqualität. Da Anfang 2018 fast alle Stellplätze in den Quartiersgaragen belegt sind, soll ein Pool aus angemieteten Stellplätzen eingerichtet werden, um die Vorhaltefläche nicht zu bebauen, die als Grünfläche mit Urban Gardening und Weidendom genutzt wird.
Kritiker des Verkehrskonzepts bemängeln die Parkplatznot für Besucher. Diese bestand aber nur zeitweise, weil Anwohner ihre Autos auf den für Besucher vorgesehenen Stellplätzen abstellten und die Stadt Freiburg eine Kontrolle durch den Gemeindevollzugsdienst bis zum Herbst 2006 weitgehend unterließ. Seit regelmäßig kontrolliert wird, gibt es tagsüber ausreichend Parkplätze für Besucher. Der Autofreiverein vermutet, dass etwa 10–15 Prozent der erwachsenen Bewohner des Quartiers versuchen, die Autofrei-Regelungen zu umgehen, beispielsweise durch Anmeldungen von eigenen Autos auf andere Personen. Die Gemeinde Merzhausen führte daher 2018 in den ans Vauban grenzenden Gebieten Parkausweise für ihre Bürger ein.
Insgesamt kann man feststellen, dass das Verkehrskonzept trotz vieler Bedenken erstaunlich gut funktioniert. Zumindest ist der Initiator und für die Umsetzung Verantwortliche, Matthias-Martin Lübke, zufrieden mit der Annahme durch die Bewohner. „Es wird sich zeigen und zeigt sich schon heute (nicht nur angesichts der vielen Besucher aus aller Welt), dass Vauban bezüglich Verkehrsplanung vorbildlich für Stadtplanungen im Zeitalter der aufkommenden Klimakatastrophe ist“, meint Lübke.

## Stadtteilentwässerung
Für einen Teil des Vauban-Geländes wurde im Rahmen des Bebauungsplans ein damals innovatives Gesamtkonzept der Oberflächenentwässerung im modifizierten Trennsystem mit Elementen der naturnahen Regenwasserbewirtschaftung entwickelt. Dieses besteht aus dezentraler Niederschlagswasserbewirtschaftung öffentlicher und privater Flächen zur Reduzierung des Oberflächenabflusses (Gründächer, durchlässige Flächenbefestigung, Grünflächen, Bäume, Regenwassernutzung) in Kombination mit einem zentralen Mulden-Rigolen-System (MRS) mit freiem Überlauf in den Dorfbach (Vorflut) für Rückhalt, Versickerung und Ableitung von Oberflächenabfluss.
Untersuchungen der Universität Freiburg zeigten eine hohe Wirksamkeit: die dezentralen Maßnahmen in der Fläche (Gründächer, durchlässige Flächenbefestigung, Grünflächen, Bäume) kombiniert mit einer nachgeschalteten Versickerung über ein Mulden-Rigolen-System senkten den Gebietsabfluss um 87 % (2011) bzw. 66 % (2012). Die kiesgefüllten oder begrünten Dachaufbauten konnten den Dachablauf um 40 bis 70 % senken und bewirkten gleichzeitig eine Verzögerung der Abflussspitzen.
Sowohl die mit Wildblumen und Wildkräutern artenreich gestalteten Mulden als auch die Gründächer stellen Lebensraum für Insekten dar und tragen zur Aufenthaltsqualität bei.

## Fotogalerie

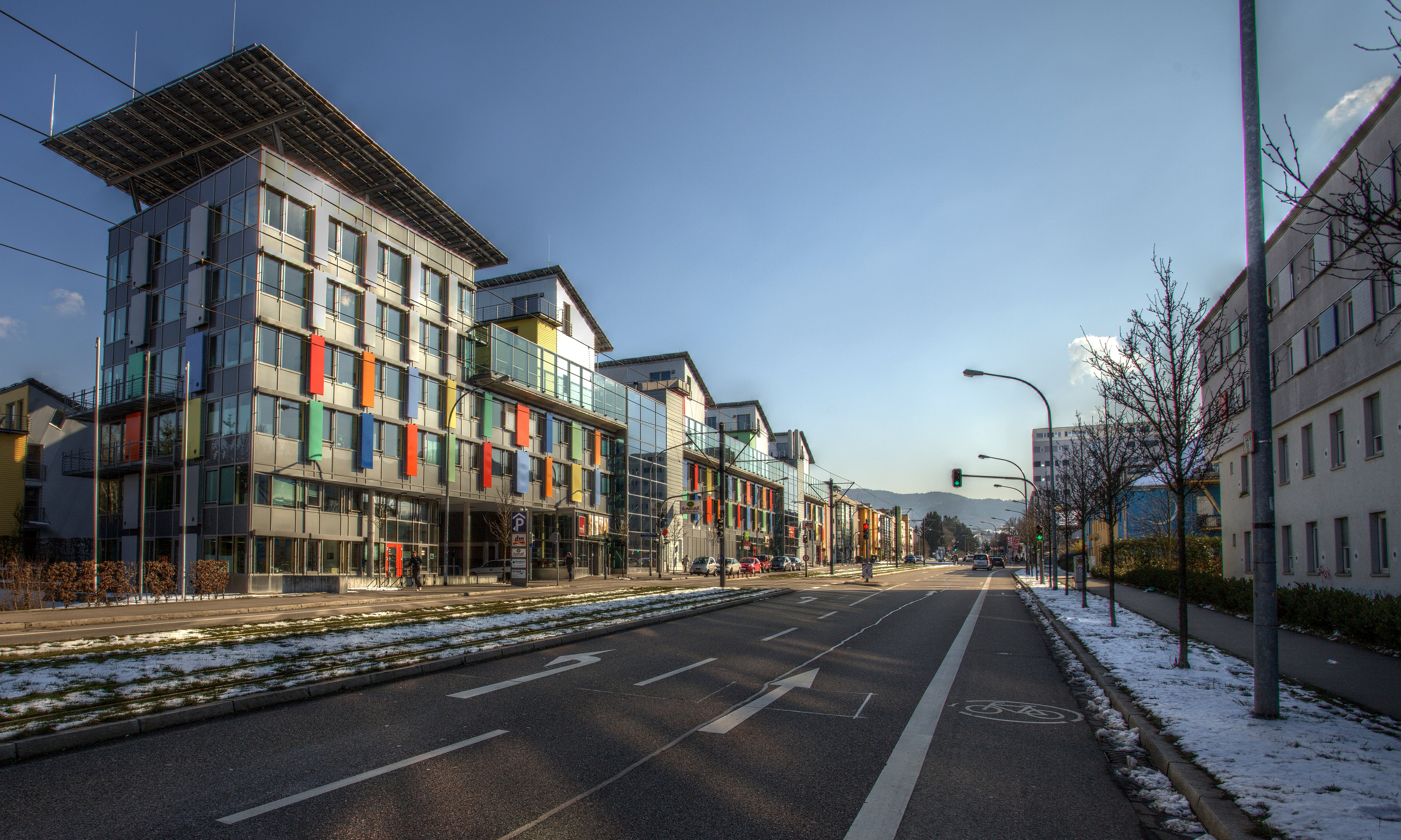
Merzhauser Straße
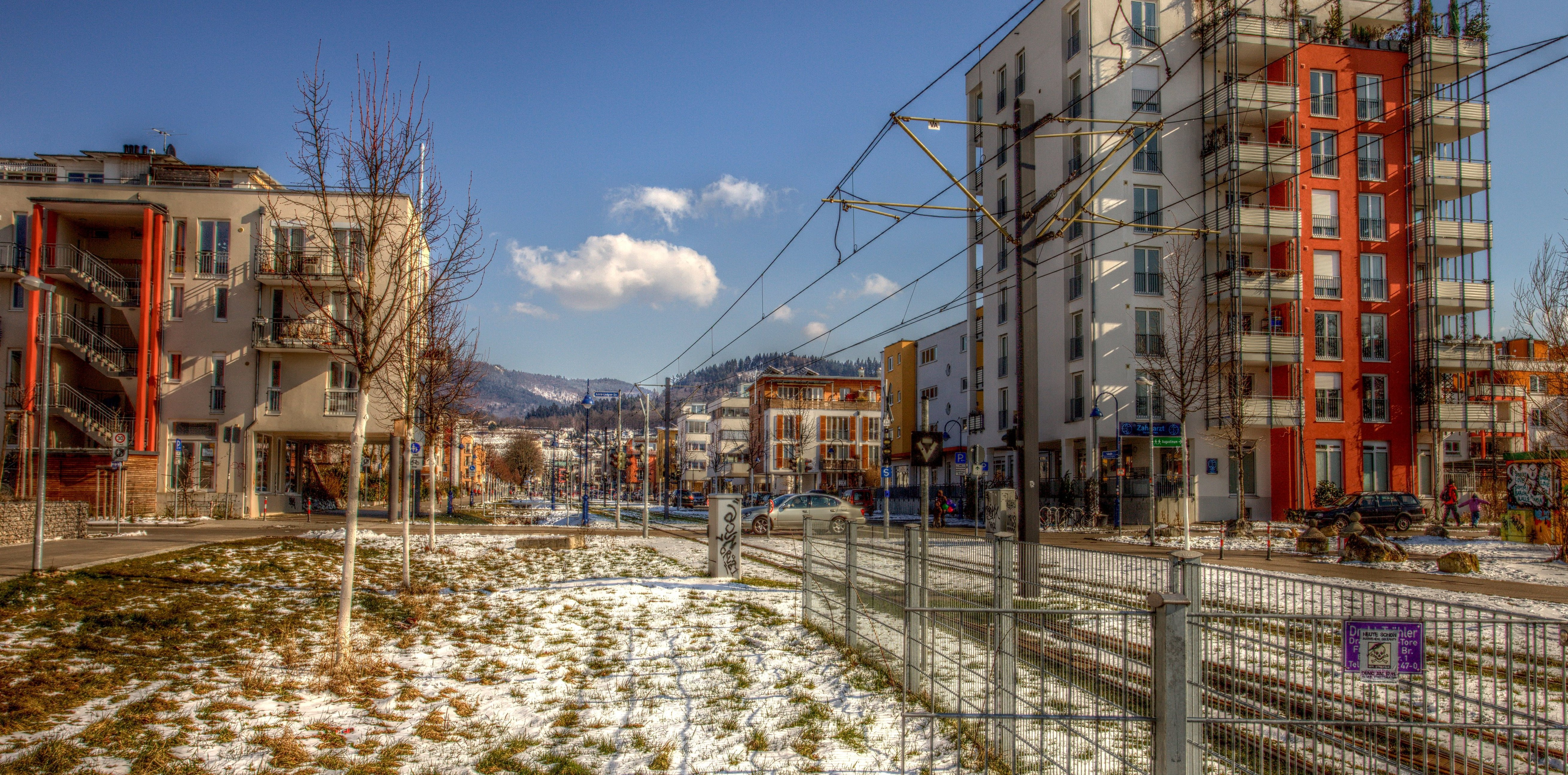
Vaubanallee
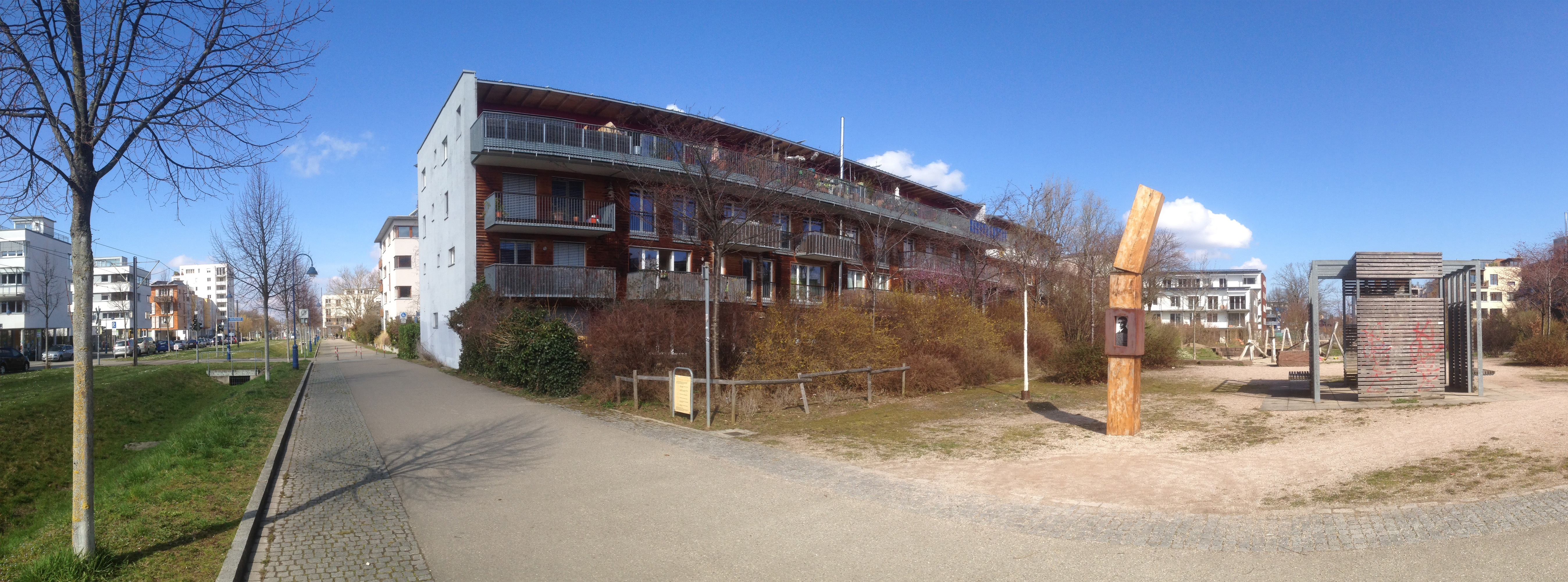
Elser-Gedenksäule an der Vaubanallee
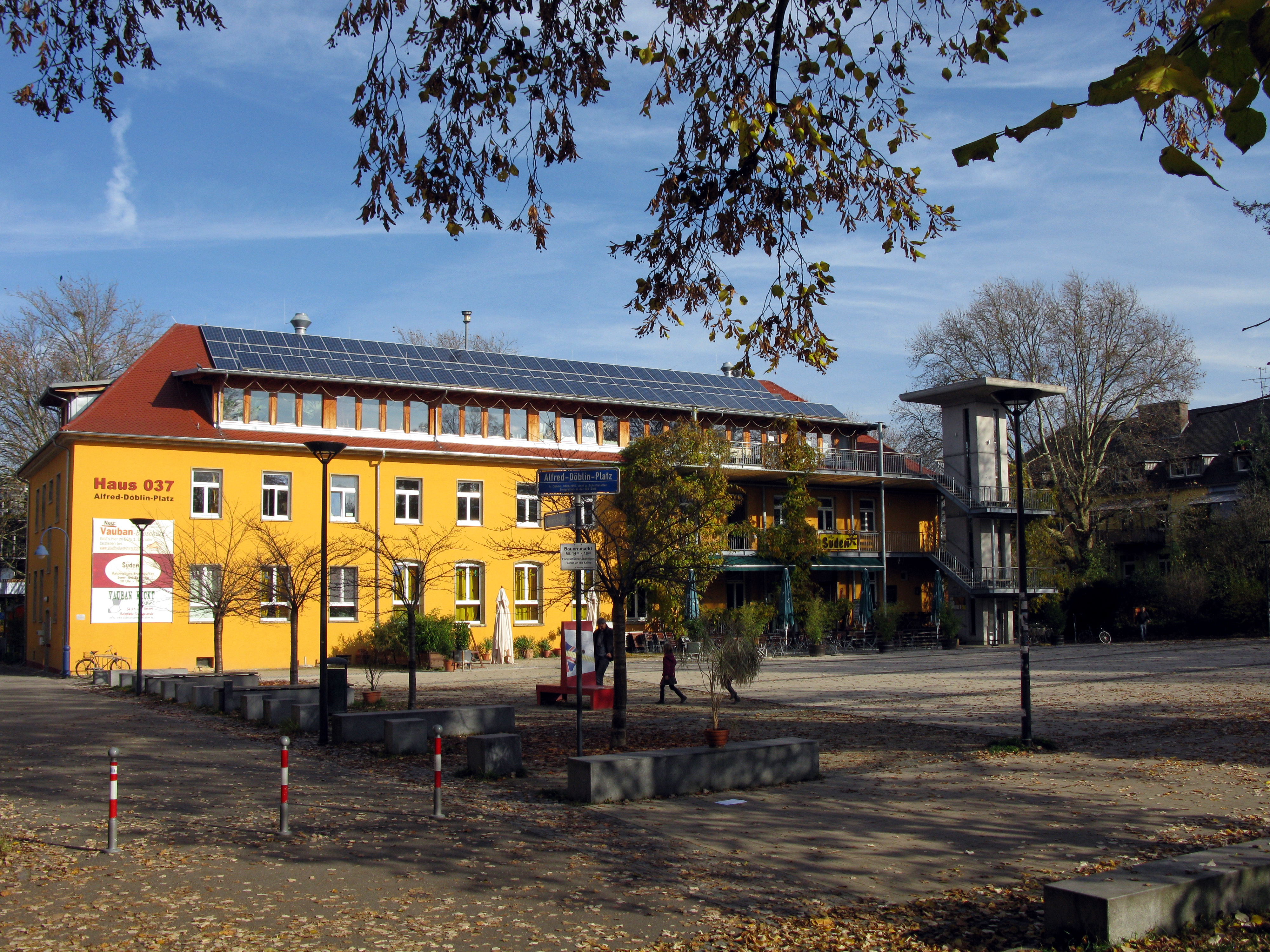
Alfred-Döblin-Platz